# Piæ Cantiones

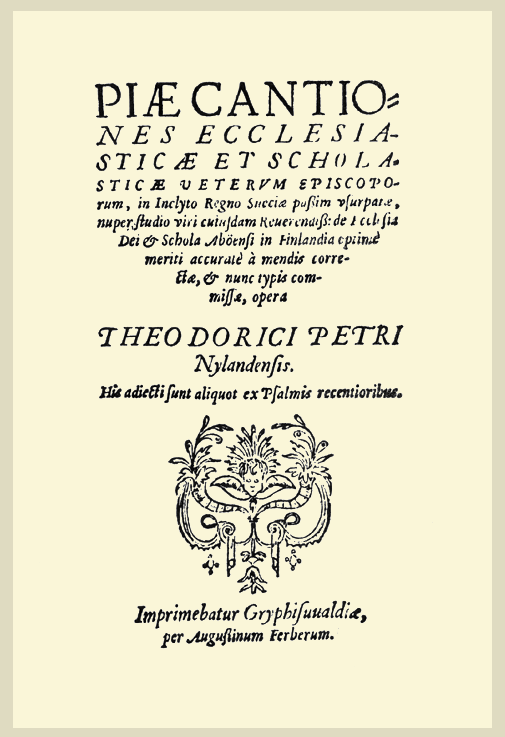
Piæ Cantiones, edizione del 1625

Piæ Cantiones ecclesiasticæ et scholasticæ veterum episcoporum (latino: “Devote canzoni ecclesiastiche e scolastiche degli antichi vescovi”) è una collezione di 74 inni latini medievali provenienti da varie parti d'Europa (soprattutto dal Nord Europa, dalla Finlandia in modo particolare, e dal centro-Europa), compilata da Jacobus Finno e pubblicata nel 1582 a Greifswald (attuale Germania nord-orientale, ma territorio svedese dal 1648 al 1815) da Teodorico Petri Nydalensi per gli studenti della scuola della cattedrale di Turku/Åbo, nella Finlandia sud-occidentale (all'epoca territorio svedese).

La collezione costituisce un'importante fonte per la diffusione di numerosi canti natalizi   (come Gaudete, In dulci jubilo, Personent hodie ,  Puer nobis natus est ,  Puer natus in Bethlehem , ecc.), molti dei quali sono stati tradotti nelle lingue moderne, o per canti poi adattatati in canti natalizi nel periodo vittoriano (come  Good King Wenceslas ).
La raccolta venne in seguito ripubblicata da Finns Henricus Fattbuur e Mathias Tolia e tradotta nel 1616 in lingua finlandese da Hemminki Maskulainen.

Nel 1910 è uscita un'edizione inglese a cura di George Ratcliffe Woodward e pubblicata dalla Plainsong and Medieval Music Society.